# Evelina Papantoniou
Evelina Papantoniou, (Εβελίνα Παπαντωνίου) (Atene, 7 giugno 1979), è una modella greca, eletta Star Hellas 2001, ovvero il principale titolo nel concorso di bellezza nazionale greco.

## Biografia
Evelina Papantoniou inizia a collezionare alcune esperienze come modella già all'età di quindici anni, benché nel 2001 quando è stata eletta Star Hellas stesse lavorando come cameriera. Nel 2001 ha rappresentato la Grecia in occasione di Miss Universo 2001 a Bayamón, dove è riuscita a classificarsi al secondo posto, dietro soltanto alla vincitrice, la portoricana Denise Quiñones.
Dopo il concorso di bellezza, Evelina Papantoniou ha continuato a lavorare come modella, divenendo la testimonial in Grecia di alcune aziende come G Wool, Nomination e Sothys, e comparendo sulla copertina di riviste come Diva, Close Up e Vogue. Ha inoltre occasionalmente lavorato come attrice nel film To Gamilio Party e nel 2013 nel film Sentinel of Darkness.

## Agenzie
- Place Model Management
- Ace Models
- Metropolitan Models - Paris
- East West Models
- Flash Model Management - Milan
- MY Model Management